# Horokhiv
Horokhiv (em ucraniano:  Горохів, em polonês/polaco:  Horochów, em iídiche:  ארכעוו Arkhev, em russo:  Горохов) é uma cidade da Ucrânia, situada no Oblast de Volínia. Tem 11 km² de área e sua população em 2020 foi estimada em 9.053 habitantes.